# Oranjeborstlijstergaai
De oranjeborstlijstergaai (Garrulax annamensis) is een zangvogel uit de familie Leiothrichidae.

## Verspreiding en leefgebied
Deze soort is endemisch in zuidelijk-centraal Vietnam.

## Status
De grootte van de populatie is niet gekwantificeerd. Eerder was de soort vrij algemeen maar door vangsten voor de kooivogelhandel is de populatie snel gedaald en is  de soort zeldzaam geworden. Op de Rode lijst van de IUCN is de status daarom bedreigd.